# Olenecamptus somalius
Olenecamptus somalius là một loài bọ cánh cứng trong họ Cerambycidae.